# Чугурети
Чугурети (груз. ჩუღურეთი) — район Тбилиси, расположен на левом берегу реки Кура. На юге граничит с Авлабаром, на севере — с Дидубе. С запада район ограничивает река Кура.
Особой достопримечательностью района является одна из самых красивых улиц города — проспект Давида Агмашенебели, самая достопримечательная улица всего левобережья Тбилиси.
В районе находится главный железнодорожный вокзал Тбилиси (Тбилиси-Пассажирская).

## История
Один из старых районов города. Большую роль в истории и экономическом развитии района сыграли немецкие колонии, появившиеся здесь в первой четверти XIX века.
Стал интенсивно застраиваться в XIX веке по заранее разработанным планам, предопределившим прямоугольное членение застройки.
В районе (современный адрес — улица Пиросмани, 29) прошли последние дни жизни Нико Пиросмани (1862—1918). Сюда к художнику приходил Ладо Гудиашвили. Ныне здесь открыт музей-квартира Нико Пиросмани.